# Traité d'Andelot
Pour les articles homonymes, voir Andelot.
Le traité d'Andelot, signé en 587 entre Gontran Ier, roi de Burgondie, et son neveu Childebert II, roi d'Austrasie, devait assurer une paix perpétuelle entre les deux royaumes.

## Historique
En novembre 587, le roi Childebert II d'Austrasie, accompagné de sa mère la reine Brunehaut et de sa sœur Chlodoswinthe ainsi que de son épouse Faileuba et du conseiller Magnéric de Trèves, alla à la rencontre de Gontran, roi des Francs de Burgondie, à Andelot (aujourd'hui Andelot-Blancheville), près de Chaumont dans la Haute-Marne, afin de réconcilier les royaumes d'Austrasie et de Burgondie. Les parties s'échangèrent des prisonniers : les Austrasiens livrèrent le duc Gontran Boson aux Burgondes, que le roi Gontran fit juger immédiatement et condamner à mort, et les Burgondes livrèrent aux Austrasiens Dynamius le Patrice, recteur de Provence, et Loup, duc de Champagne, que Childebert II accepta de reprendre sous sa domination. Les deux rois négocièrent un pacte, lequel déboucha sur le traité d'Andelot, daté du vendredi 28 novembre 587 (« de la vingt-sixième année du règne du seigneur roi Gontran et la douzième du seigneur Childebert »), en présence de nombreux évêques et grands laïcs des deux royaumes.
Ce traité assura la paix perpétuelle entre l'Austrasie et la Burgondie et reconnut à Gontran les possessions de Châteaudun, Vendôme et les fortifications de la région de Chartres et d'Étampes. Childebert II se vit reconnaître, à l'exception du duché de Dentelin (c'est-à-dire Paris), les possessions de son père Sigebert Ier : Meaux, Tours, Poitiers, Avranches, Aire-sur-Adour, Couserans, Labourd et Albi. De plus, il reçut les deux tiers de Senlis avec une option d'achat sur le dernier tiers, propriété de Gontran, en échange de domaines situés à Ressons, près de l'Oise.
Le traité disposait en outre que le dernier vivant recevrait le domaine de l'autre. Gontran considérait son neveu comme son héritier. En échange, Childebert s'engagea à protéger la princesse Clotilde, fille du roi Gontran, après la mort de celui-ci. Si Childebert venait à mourir en premier, Gontran s'engageait à protéger les princes Thibert II et Thierry II, les faisant héritiers des deux royaumes, la reine-mère Brunehaut, la sœur du roi, la princesse Clodoswinthe et la reine Faileuba.
Le texte reconnut officiellement à Brunehaut son pouvoir de reine, par la mention de son nom sur la suscription du traité. Brunehaut réclama le douaire que Chilpéric Ier avait constitué pour Galswinthe en Aquitaine, Gontran lui restitua Cahors mais, bien que Brunehaut s'en vît confirmer la propriété, il décida d'administrer en usufruit sa vie durant Bordeaux, Limoges, le Béarn et la Bigorre. Chlodoswinthe, Faileuba et Clotilde, nièce de Brunehaut, furent assurées de leurs rentes et biens en dépit de la mort des souverains mérovingiens.
Les anciens leudes de Sigebert Ier durent jurer fidélité à Childebert II et l'accueil de fuyards fut interdit. Néanmoins, le texte assurait la libre circulation des voyageurs et des marchands entre les deux royaumes. Les parties stipulèrent également que les dons accordés par les souverains restaient valides malgré les partages de territoire. Les deux rois et la reine jurèrent de respecter le pacte, échangèrent des cadeaux et s'embrassèrent en signe de paix.

## Texte intégral
Saint Grégoire de Tours († 594) appréciait si profondément ce traité d'Andelot qu'il citait, dans son Histoire des Francs, le texte entier (livre IX, chapitre 20) :
- texte latin : [lire en ligne] (Société de l'histoire de France, 1838)
- traduction en français : [lire en ligne] (Joseph Guadet, 1838)

## Timbre
- En 1987, la poste a émis un timbre pour célébrer le 1 400e anniversaire du traité d'Andelot. Ce timbre est illustré par Ève Luquet.